# Alicia Lagano
Alicia Lagano (Brooklyn - New York, 26 maart 1979) is een Amerikaans actrice.

## Biografie
Lagano werd geboren in de borough Brooklyn van New York en is van Italiaanse en Britse afkomst. Op tienjarige leeftijd verhuisde zij met haar familie naar Portland (Oregon). Zij doorliep de high school aan de Beaverton High School in Beaverton (Oregon) en haalde in 1997 haar diploma aan de Wilson High School in Portland. Na haar diploma verhuisde zij naar Los Angeles voor haar acteercarrière.
Lagano is in 2013 getrouwd.

## Filmografie

### Films
Uitgezonderd korte films.
- 2013 The Wrong Woman – als Bates
- 2012 ParaNorman – als toeriste (stem)
- 2009 Albino Farm – als Melody
- 2009 Prison Break: The Final Break – als Agatha
- 2008 Rock Monster – als Toni
- 2006 Believe in Me – als Frances Bonner
- 2004 Raspberry Heaven – als Angie Callaway
- 2003 Dunsmore – als Ruby Pritcher
- 2001 Microscopic Boy – als feestganger
- 2000 The Truth About Jane – als Taylor
- 1999 Totem – als Tina Gray

### Televisieseries
Uitgezonderd eenmalige gastrollen.
- 2014 Grimm – als Alicia – 2 afl.
- 2012-2013 The Client List – als Selena Ramos – 23 afl.
- 2009 Dexter – als Nikki Wald – 3 afl.
- 2009 Prison Break – als Agatha Warren – 2 afl.
- 2001 All About Us – als Cristina Castelli – 13 afl.